# 辛崇業
辛崇業（1895年—？年），字汲三，山西省河曲縣人，五原縣籍，曾任立法院第一屆立法委員。

## 經歷[2][3][4][5]
- 北京大學畢業[6]
- 五原縣教育局局長[7]
- 民國26年4月23日，任綏遠省政府教育廳科長[8]，民國30年4月18日免[9]
- 歸綏市法院院長
- 中國國民黨綏遠省黨部委員
- 制憲國民大會代表
- 綏遠省參議會駐會委員[10]
- 綏遠省鄉村建設會員會文化組長
- 民國卅五年（1946年），當選綏遠省制憲國民大會代表。
- 民國卅七年（1948年），當選綏遠省選區第一屆立法委員，曾出席第一屆立法院第一會期邊政委員會、內政及地方自治委員會、刑法委員會。
- 綏遠省人民政府監察委員會委員
- 綏遠省人民政府委員[11]
- 1951年6月，註銷立法委員名籍[12]